# Liet-Kynes
Liet-Kynes es un personaje de la saga de Dune, de Frank Herbert. Es hijo de Pardot Kynes, el planetólogo y ecologista imperial en Arrakis, y líder de los fremen al comienzo de la novela Dune (primera de la saga). 

## Biografía
Liet-Kynes nació en 10,154 de acuerdo con el Calendario Imperial Padishah. Técnicamente sólo era medio fremen, ya que Pardot, su padre, era originario de Salusa Secundus.
Su madre, Frieth, era hermana de Stilgar, que tiempo después sería naib (líder fremen) del Sietch Tabr. Liet asumió las tradiciones y cultura fremen y siendo aún joven se convirtió en conductor de gusanos de arena. 
Cuando Pardot Kynes murió, Liet heredó su cargo y trabajó como planetólogo imperial, a la vez que era líder de los fremen en la transformación gradual del clima del planeta orientada a la consecución de un Dune verde y fértil. 
Liet-Kynes fue padre de Chani, quien se convertiría en concubina de Paul Atreides.
Murió a consecuencia de un ataque de los Harkonnen y Sardaukars a la Casa Atreides, pues los Harkonnens lo abandonaron en el desierto sin agua y estropearon su destiltraje. Sus últimas palabras fueron: "Soy una criatura del desierto".

## Cambio de género
En la versión cinematográfica de 2021 del director Denis Villeneuve fue interpretado por la actriz Sharon Duncan-Brewster como un personaje femenino.